# Rāhatgarh
Rāhatgarh är en ort i Indien.   Den ligger i distriktet Sāgar och delstaten Madhya Pradesh, i den centrala delen av landet, 600 km söder om huvudstaden New Delhi. Rāhatgarh ligger 474 meter över havet och antalet invånare är 27 462.
Terrängen runt Rāhatgarh är platt. Runt Rāhatgarh är det ganska tätbefolkat, med 166 invånare per kvadratkilometer. Det finns inga andra samhällen i närheten. Trakten runt Rāhatgarh består till största delen av jordbruksmark.